# Вулиця Симона Петлюри (Хмельницький)
Вулиця Симона Петлюри — одна з головних магістралей мікрорайону Дубове. Бере початок від вулиці Кам'янецької в районі Ружичнянського універмагу і пролягає масивом із переважно приватною забудовою мікрорайону Дубове до вулиці Маршала Красовського (початок колишнього Старого Аеродрому). Виникла у 1960 році.

## Установи та заклади
- Симона Петлюри, 2. Універмаг «Ружичнянський»
- Симона Петлюри, 12. Загальноосвітня школа № 18 ім. В. Чорновола (старші класи)
- Симона Петлюри, 23. Лазня № 2
- Симона Петлюри, 54/1. Дошкільний навчальний заклад № 24 «Барвінок»
- Симона Петлюри, 54/1. Хмельницький оптовий ринок «Дубово»

## Назва вулиці
Названа на честь Симона Петлюри. До 2022 року мала назву Купріна — на честь письменника Олександра Купріна.